# Semide (Ardennes)

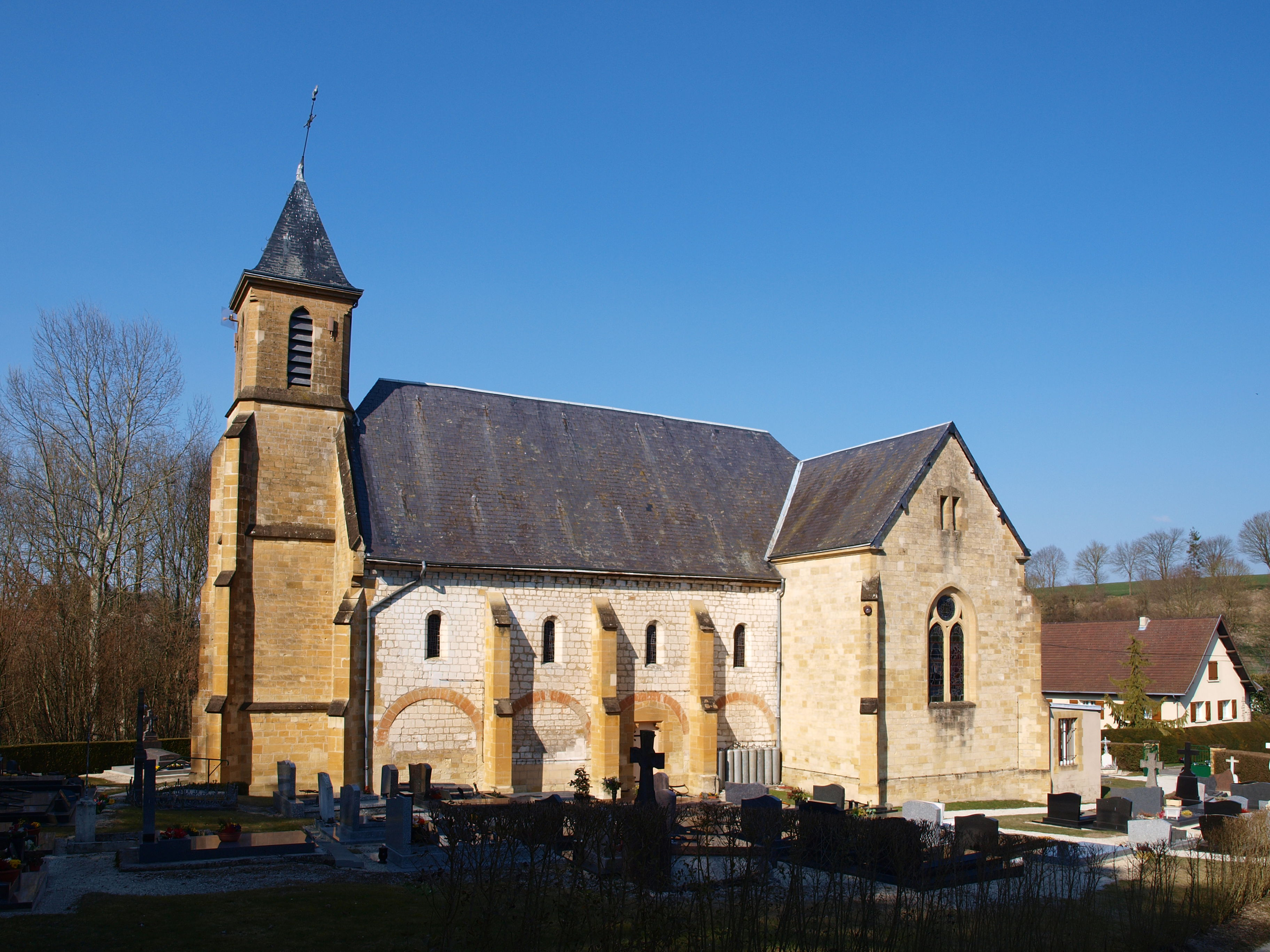
Kostel sv. Petra a Pavla

Semide je francouzská obec v departementu Ardensko v regionu Grand Est. V roce 2012 zde žilo 200 obyvatel.

## Poloha obce
Obec leží u hranic departementu Ardensko s departementem Marne. Sousední obce jsou: Aure, Contreuve, Leffincourt, Liry, Machault, Mont-Saint-Martin, Saint-Étienne-à-Arnes a Sommepy-Tahure (Marne).
Obec má rozlohu 37,04 km². Nejvýše položený bod je v nadmořské výšce 203 m a nejnižší bod ve výšce 109 m n. m.

## Pamětihodnosti
- Kostel sv. Petra a Pavla, raně gotická stavba z tesaného kamene s věží v průčelí.
- Za květinovou výzdobu byla obec několikrát odměněna cenou v soutěži "Villes et Villages fleuris".
- Hřbitov padlých z První světové války.

## Vývoj počtu obyvatel
Počet obyvatel